# اپفیش
اپفیش (به فرانسوی: Epfig) یک کمون در فرانسه با جمعیت ۲٬۱۸۷ نفر است که در Canton of Barr واقع شده‌است.